# Betty Blythe
Betty Blythe, all'anagrafe Elizabeth Blythe Slaughter (Los Angeles, 1º settembre 1893 – Woodland Hills, 7 aprile 1972), è stata un'attrice statunitense celebre soprattutto per la sua partecipazione a film muti di ambientazione esotica come La regina di Saba del 1921.

## Carriera
Iniziò a recitare in lavori teatrali come So Long Letty and The Peacock Princess. Dopo essere andata in tour sia in Europa che negli Stati Uniti, entrò nel mondo del cinema nel 1918, lavorando prima per la Vitagraph di Brooklyn e trasferendosi in seguito a Hollywood, quando fu chiamata dalla Fox per sostituire Theda Bara. Si fece notare sia per le sue capacità recitative che per i costumi provocanti che indossava, diventando una stella grazie a film di ambientazione esotica come La regina di Saba (1921) e She (1925).
Con l'avvento del sonoro la sua carriera declinò e la Blythe perse lo status di stella di prima grandezza. Continuò comunque a recitare interpretando sul grande schermo ruoli minori e di contorno fino al 1964.

## Vita privata
Nel 1919 sposò il regista Paul Scardon, al quale rimase unita fino al 1954, anno della morte del marito.
Betty Blythe morì a Woodland Hills (Los Angeles) nel 1972, all'età di 78 anni.

## Riconoscimenti
Per il suo contributo allo sviluppo dell'industria cinematografica le è stata dedicata una stella sulla Hollywood Walk of Fame al 1706 di Vine Street.

## Filmografia parziale

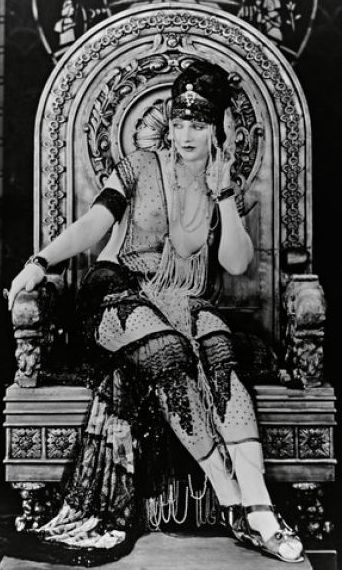
Betty Blythe in La regina di Saba

- Calunniata (Slander), regia di Will S. Davis (1916)
- His Own People, regia di William P.S. Earle (1917)
- A Mother's Sin, regia di Thomas R. Mills (1918)
- Compliments of the Season, regia di Ashley Miller (1918)
- Over the Top, regia di Wilfrid North (1918)
- The Business of Life, regia di Tom Terriss (1918)
- The Little Runaway, regia di William P.S. Earle (1918)
- A Game with Fate, regia di Paul Scardon (1918)
- The Brief Debut of Tildy, regia di George Ridgwell (1918)
- Tangled Lives, regia di Paul Scardon (1918)
- All Man, regia di Paul Scardon (1918)
- The Green God, regia di Paul Scardon (1918)
- The King of Diamonds, regia di Paul Scardon (1918)
- The Grouch (1918)
- Miss Ambition, regia di Henry Houry (1918)
- Hoarded Assets, regia di Paul Scardon (1918)
- Silent Strength, regia di Paul Scardon (1919)
- Fighting Destiny, regia di Paul Scardon (1919)
- Beating the Odds, regia di Paul Scardon (1919)
- Beauty-Proof, regia di Paul Scardon (1919)
- Dust of Desire, regia di Perry N. Vekroff (1919)
- The Man Who Won, regia di Paul Scardon (1919)
- The Undercurrent, regia di Wilfrid North (1919)
- The Third Generation, regia di Henry Kolker (1920)
- Burnt Wings, regia di Christy Cabanne (1920)
- The Silver Horde, regia di Frank Lloyd (1920)
- Occasionally Yours, regia di James W. Horne (1920)
- Nomads of the North, regia di David Hartford (1920)
- The Truant Husband, regia di Thomas N. Heffron (1921)
- Just Outside the Door, regia di George Irving (1921)
- La regina di Saba (The Queen of Sheba), regia di J. Gordon Edwards (1921)
- Mother o' Mine, regia di Fred Niblo (1921)
- Charge It, regia di Harry Garson (1921)
- Disraeli, regia di Henry Kolker (1921)
- Il sigillo di Cardi (Fair Lady), regia di Kenneth S. Webb (1922)
- His Wife's Husband, regia di Kenneth S. Webb (1922)
- How Women Love, regia di Kenneth S. Webb (1922)
- Chu-Chin-Chow, regia di Herbert Wilcox (1923)
- The Spitfire, regia di Christy Cabanne (1924)
- In Hollywood with Potash and Perlmutter
- Le puits de Jacob
- Percy, regia di Roy William Neill (1925)
- Speed, regia di Edward LeSaint (1925)
- She, regia di Leander De Cordova e G.B. Samuelson (1925)
- Snowbound
- A Million Bid, regia di Michael Curtiz (1927)
- Eager Lips, regia di Wilfred Noy (1927)
- The Girl from Gay Paree, regia di Phil Goldstone (1927)
- Domestic Troubles, regia di Ray Enright (1928)
- Glorious Betsy, regia di Alan Crosland (1928)
- Il figlio del disertore (Tom Brown of Culver), regia di William Wyler (1932)
- Lena Rivers, regia di Phil Rosen (1932)
- The King's Vacation, regia di John G. Adolfi (1933)
- The Perfect Clue, regia di Robert G. Vignola (1935)
- Maria Walewska (Conquest), regia di Clarence Brown e, non accreditato, Gustav Machatý (1937)
- Quarta ripresa (The Miracle Kid), regia di William Beaudine (1941)
- Se mi vuoi sposami (Honky Tonk), regia di Jack Conway (1941)
- Sua altezza e il cameriere (Her Highness and the Bellboy), regia di Richard Thorpe (1945)
- I Barkleys di Broadway (The Barkleys of Broadway), regia di Charles Walters (1949)
- Brama di vivere (Lust for Life), regia di Vincente Minnelli (1956)
- My Fair Lady, regia di George Cukor (1964) (non accreditata)

## Film o documentari dove appare Betty Blythe
- Behind the Scenes - documentario (1924)

## Spettacoli teatrali
- House Afire (Broadway, 31 marzo 1930)
- Paging Danger (Broadway, 26 febbraio 1931)
- Public Relations (Broadway, 6 aprile 1944)